# Digsby
Digsby er et proprietært multiprotokol instant messaging applikation udviklet af dotSyntax, LLC. Digsby er kodet i wxPython og bruger Webkit til rendering. Det understøtter e-mail notifikationer og statusopdateringer fra  MySpace, Facebook, Twitter og LinkedIn. Det udgives under en proprietær licens og kan frit downloades. Udviklingen finanseres gennem sponsorede add-on applikationer i installationsprogrammet og en Folding@Home-agtig forskningsfunktion der automatisk aktiveres. Programmet kræver registrering, hvilket kan gøres i installationsprogrammet eller gennem et webinterface.

## Funktioner

### E-mail
Programmet har en e-mail-klient, med mail-notifikationer, der understøtter POP3 og IMAP. Den henter automatisk en "fra" e-mailadresse fra de instant messaging profiler, der er logget på.

### Sociale netværk
Man kan i Digsby tilføje sociale netværkssider:
- MySpace: opdateringer på venners profiler, status, og private beskeder. Giver nem og hurtig adgang til forskellige dele af ens MySpace konto, så som profil, hjemmeside, blog, etc.
- Facebook: opdateringer på venners feeds.
- Twitter: tillader nem opdatering af "tweets", og visning af sine venners tweets.
- LinkedIn: diverse opdateringer fra sine venner.

Fremtidig understøttelse af andre sociale netværk er under udvikling.

### Venneliste
Digsby tilbyder brugere at skræddersy deres venneliste ved sortering af alle parametre og mulighed for skinning for at få en personlig brugergrænseflade. Brugere kan selv vælge notifikationer for de forskellige handlinger så som kontaktpersoners logger på og af, modtagne og afsendte meddelelser, etc. Programmet understøtter også metakontakter, meget lig Trillians metakontakter via et drag-and-dropsystem. Venneliste, IM konti, widgets, og programindtillinger synkroniseres på Digsbys servere, så alle brugerindstillinger kan overføres mellem installationer på flere maskiner.

## Understøttede protokoller
- .NET Messenger Service (Windows Live Messenger, normalt kendt som MSN)
- OSCAR (AIM/ICQ/.Mac)
- XMPP (Jabber, Google Talk)
- Yahoo!
- Twitter
- Facebook Chat